# Colophotia nigripennis
Colophotia nigripennis is een keversoort uit de familie glimwormen (Lampyridae). De wetenschappelijke naam van de soort werd voor het eerst geldig gepubliceerd in 1939 door Wittmer.